# Powiat Krupina
Powiat Krupina (słow. Okres Krupina) – słowacka jednostka podziału administracyjnego znajdująca się w kraju bańskobystrzyckim. Powiat Krupina zamieszkiwany jest przez 22 674 obywateli (31 grudnia 2004) i  zajmuje obszar 585 km². Średnia gęstość zaludnienia wynosi 38,76 osób na km².

## Stosunki etniczne
- Słowacy – 96,5%
- Romowie – 1,8%
- Czesi – 0,5%

### Stosunki wyznaniowe
- katolicy – 73,4%
- luteranie – 18,6%